# Lake House
Lake House est une maison de campagne élisabéthaine datant de 1578, située à Wilsford cum Lake dans le Wiltshire, en Angleterre, à environ sept miles au nord de Salisbury. Il s'agit d'un bâtiment classé Grade I. Les jardins sont classés au grade II dans le registre du patrimoine anglais des parcs et jardins d'intérêt historique spécial.

## Histoire
Lake House est construite en 1578 pour George Duke, un riche drapier, peu de temps après avoir acquis le manoir de Lake. La maison est bâtie en pierre de Chilmark, le calcaire pâle à partir duquel la cathédrale de Salisbury a également été construite, et en damier en silex : son traitement à Lake House est décrit comme « un exemple exceptionnel de cette technique ». La maison a deux étages, avec sous-sol et grenier ; les fenêtres à meneaux en pierre ont des impostes. Elle a des toits à pignon en tuiles de terre cuite et les cheminées sont disposées en diagonale. Sa façade ouest fait face à la route et est symétrique, formant un motif en cinq parties de porche central en saillie, flanqué de chaque côté de fenêtres encastrées puis à chaque extrémité de baies vitrées semi-octogonales. Les baies en saillie s'étendent sur toute la hauteur des deux étages et sont surmontées de créneaux. Il y a cinq petits pignons vitrés au niveau du toit. Les armes de la famille Duke se trouvent au-dessus de la porte.
On pense que le bâtiment d'origine était en forme de L, avec le bloc principal orienté vers l'ouest (comme aujourd'hui) et le bloc le plus court s'étendant vers l'est derrière son extrémité nord. Il est suggéré que cette aile nord pourrait incorporer une partie d'une maison antérieure. Une aile parallèle, qui remplit en partie l'angle interne du L, aurait été construite pour accueillir un escalier géorgien à la fin du XVIIIe siècle.
En 1897, la famille Duke vend la maison au bout de neuf générations, lorsque la veuve du révérend Edward Duke (1814-1895), archéologue et collègue de Richard Colt Hoare, la cède à Joseph Lovibond, qui fait restaurer la maison en profondeur sous la direction de l'architecte Detmar Blow, avec les conseils de la Société pour la protection des bâtiments anciens. L'œuvre est considérée comme « une pièce maîtresse de la restauration à une époque où les méthodes de restauration faisaient l'objet de nombreuses controverses ».
Seulement quinze ans plus tard, en 1912, la maison est complètement détruite par un incendie et tous les éléments et équipements d'origine sont détruits. Detmar Blow supervise la restauration, modifiant le plan et utilisant des cheminées et des lambris appropriés de la fin des XVIe et XVIIe siècles récupérés dans d'autres bâtiments de l'époque. Lovibond meurt en 1918 et la maison et son domaine sont vendus à Lord Glenconner, qui les réunit à ceux de Wilsford. Lord Glenconner n'a jamais vécu dans la maison, la louant à des locataires. Après le décès de la veuve de Lord Glenconner, Pamela Wyndham, la maison et les domaines combinés sont achetés par son deuxième locataire, le lieutenant-colonel FGG Bailey fils du fondateur de Bailey's Hotel.
En 1933, Bailey chargé l'architecte Darcy Braddell (époux de la designer Dorothy Braddell (en)) de réaliser des ajouts à la maison, dans un style proche de l'original, et encore une fois en utilisant des éléments architecturaux et des aménagements intérieurs récupérés ailleurs. À l'angle sud-est, une salle à manger de plain-pied est construite, avec un plafond voûté en berceau et un grand oriel ; une spectaculaire cheminée en pierre sculptée du XVIIe siècle ; des lambris et une frise sculptée datés de 1633, auxquels Bailey fait ajouter les initiales de sa famille ; et un plafond en plâtre provenant d'une entreprise de livrée londonienne. Dans le même temps, le pignon de l'aile du XVIIIe siècle qui lui est attenante est mis en harmonie avec le reste du bâtiment. Au nord de la salle à manger sont ajoutés des cuisines et des bureaux sur deux niveaux, s'étendant sur la partie est de la maison. En 1956, les domaines appartiennent à la veuve du colonel Bailey, Janet Bailey, fille de James Mackay, 1er comte d'Inchcape. La maison est achetée par le musicien Sting et son épouse Trudie Styler en 1990. Sting enregistre son album Ten Summoner's Tales dans la maison et le couple gère une ferme biologique sur le domaine.
Les jardins de Lake House sont présentés dans le livre de 2017 The Secret Gardeners de Victoria Summerley et du photographe Hugo Rittson Thomas.

## Météorite
Une météorite chondrite de 90 kg est restée près de la porte de Lake House pendant au moins 80 ans, avant d'être donnée au Musée d'histoire naturelle de Londres lorsque la famille Bailey vend Lake House en 1991. Elle est maintenant exposée au musée de Salisbury. Il s'agit de la plus grande météorite connue à être tombée au Royaume-Uni, et on pense qu'elle a été cachée dans un tumulus préhistorique, fouillé au XIXe siècle par Edward Duke,.